# Cándido (nombre)
Cándido es un nombre propio masculino de origen latino en su variante en español. Proviene del latín candĭdus, que quiere decir "resplandeciente", "que brilla por su blancura", de la raíz indoeuropea kand-, "brillo", "claridad".

## Santoral
22 de septiembre: San Cándido.

## Variantes
- Femenino: Cándida.

### Variantes en otros idiomas
| Variantes en otras lenguas | Variantes en otras lenguas |
| -------------------------- | -------------------------- |
| Español                    | Cándido                    |
| Alemán                     | Candidus, Kandidus         |
| Asturiano                  | Cándidu                    |
| Catalán                    | Càndid                     |
| Checo                      | Kandid                     |
| Euskera                    | Kandida                    |
| Francés                    | Candide                    |
| Gallego                    | Cándido                    |
| Holandés                   | Candidus                   |
| Húngaro                    | Kandid                     |
| Inglés                     | Candidus                   |
| Italiano                   | Candido                    |
| Latín                      | Candidus                   |
| Lituano                    | Kandidas                   |
| Polaco                     | Kandyd                     |
| Portugués                  | Cândido                    |
| Rumano                     | Candid                     |
| Ruso                       | Кандид (Kandid)            |
| Sardo                      | Càndidu                    |